# 安德鲁·兰斯利
蘭斯利男爵安德魯·戴維·蘭斯利（英語：Andrew David Lansley, Baron Lansley，1956年12月21日—），英國政治人物，保守黨籍上議院議員。曾任衛生大臣，任內推動2012年衛生及社會保障法令，大規模改革英格蘭國民保健署。